# Desiderius Papp
Desiderius Papp, noto in Sudamerica come Desiderio Papp (Odenburgo, 21 maggio 1895 – Buenos Aires, 31 gennaio 1993), è stato un giornalista e storico della scienza austro-ungarico naturalizzato argentino.

## Biografia
Nato in Ungheria, ha studiato filologia e filosofia presso l'università di Budapest, ottenendo il dottorato nel 1917. Verso la fine della prima guerra mondiale si arruolò nell'esercito austro-ungarico.
Terminata la guerra si trasferì a Vienna, dove lavorò come redattore della sezione scientifica del Neues Wiener Journal. Nel 1938 lasciò l'Austria prima dell'Anschluss, trasferendosi dapprima in Svizzera e poi a Parigi. Nel 1942 si trasferì in Argentina.
Ha insegnato presso varie università del Sudamerica e del Messico.
Fu convinto assertore dell'esistenza di forme di vita extraterrestri, tanto da scrivere nel 1931 Was lebt auf den Sternen?, in cui basandosi sulle conoscenze scientifiche dell'epoca ipotizzò e descrisse le ipotetiche forme di vita dei vari pianeti e satelliti del sistema solare e degli altri sistemi nel cosmo. Il libro fu particolarmente apprezzato dal premio Nobel per la letteratura George Bernard Shaw che affermò:
(George Bernard Shaw)
In Was lebt auf den Sternen? Papp arrivò ad affermare, tra l'altro, l'assoluta certezza di vita intelligente e superiore su Marte, basandola sui cosiddetti canali individuati da Giovanni Schiaparelli e gli studi di Percival Lowell.
Insieme a Aldo Mieli e José Babini realizzò la serie in 12 volumi "Panorama general de la historia de ciencia", che venne pubblicata nel 1952.

## Opere
- Die Schlange, 1929
- Der Maschinenmensch, 1925
- Zukunft und Ende der Welt (Avvenire e fine del mondo), 1931
- Was lebt auf den Sternen? (Chi vive sulle stelle?), 1931
- La doble faz del mundo fisico (I due volti del mondo fisico), 1954
- El problema del origen de los mundos, 1965
- Breve historia de las ciencias. Desde la antigüedad hasta nuestros dias, 1988